# Marco Antonio Felice
Marco Antonio Felice (latino: Marcus Antonius Felix; ... – dopo il 62) è stato un militare romano fu procuratore della provincia di Giudea dal 52 al 60, successore di Ventidio Cumano.

## Biografia
Antonio Felice era un liberto greco di Antonia minore, madre dell'imperatore Claudio, e fratello minore del famoso liberto Pallante. Come suo fratello Pallante, Felice era uno schiavo affrancato della famiglia imperiale, ben inserito nella corte e a stretto contatto con il Principe. Felice entrò nelle grazie di Claudio, e dopo essere stato comandante presso alcune coorti e alcune ali della cavalleria, fu chiamato da Claudio a governare la provincia della Giudea. La nomina di un liberto alla carica di procuratore con poteri militari non aveva precedenti.
Assunto il potere, nel tentativo di annientare il potere degli zeloti favorì una fazione violenta dei sicarii, dei quali si servì per l'omicidio del gran sacerdote Jonatha.
Concluso il suo mandato in Giudea, al suo ritorno a Roma, Felice venne accusato presso l'imperatore Nerone di aver approfittato della lotta fra gli ebrei e i siriani di Cesarea per perpetrare rapine e saccheggi; l'intercessione del fratello Pallante, molto influente alla corte imperiale, evitò una condanna.
Stando a quanto racconta Svetonio, Felice sposò tre principesse di stirpe reale: la sua prima moglie era  Drusilla Urania, figlia di Tolomeo di Mauretania nonché pronipote di Cleopatra, regina d'Egitto, e del triumviro Marco Antonio. Nel 53 Felice rapì e portò a Cesarea la quindicenne principessa giudea Drusilla, figlia di Erode Agrippa I e moglie di Gaio Giulio Azizo, re di Emesa; il rapimento della ragazza e il conseguente ripudio di Antonio Felice della prima moglie fece molto scalpore nell'ambiente e aumentò gli odi e rancori nei confronti di Antonio Felice che già in quei primi anni di governo si era inimicato molti ambienti politici locali. Da questo suo matrimonio nacque un figlio, Agrippa, che secondo la testimonianza di Flavio Giuseppe sarebbe nel morto nel 79 durante l'eruzione del Vesuvio. Non è noto chi fosse la terza moglie.
Stando agli Atti degli Apostoli, durante il mandato di Felice come procuratore, Paolo di Tarso fu arrestato a Gerusalemme dalle autorità ebraiche e spedito nel 58 a Cesarea per essere giudicato per l'accusa di sedizione; Felice avrebbe trattenuto Paolo per due anni, senza sottoporlo a processo, ma cercando di convincerlo a dargli del denaro in cambio della sua liberazione, senza successo (At. 24:26). Paolo fu in seguito processato dal successivo procuratore Porcio Festo.